# Église Saint-Martin de Moustey
L'église Saint-Martin se situe sur la commune de Moustey, dans le département français des Landes. Elle fait l’objet d’une inscription au titre des monuments historiques depuis le 18 juin 1973.

## Présentation
L'église Saint-Martin, de style roman, construite en garluche et munie d'un clocher-mur, se situe à proximité immédiate d'une autre église, l'église Notre-Dame de Moustey. Les deux églises étaient jadis dans un même cimetière, ce qui fit dire à Dom Biron, cité par l'abbé Baurein :

« J'ai tant couru, tant voyagé, jamais je n'ai vu deux églises dans un même cimetière. »

Cette situation particulière s'explique par la construction, vraisemblablement un siècle au plus tard après l'édification de l'église paroissiale Saint-Martin, d'un second lieu de culte, rattaché à une léproserie destinée à l'accueil des pèlerins sur la voie de Tours du chemin de Saint-Jacques-de-Compostelle.
L'église dédiée à saint Martin est la plus grande des deux. En forme de croix, elle sert au culte paroissial. Un de ses vitraux modernes représente saint Jacques en habit de pèlerin. Le mur sud de l'église possède une porte murée dite « porte des cagots », nom donné à une caste exclue de la société.

## Galerie

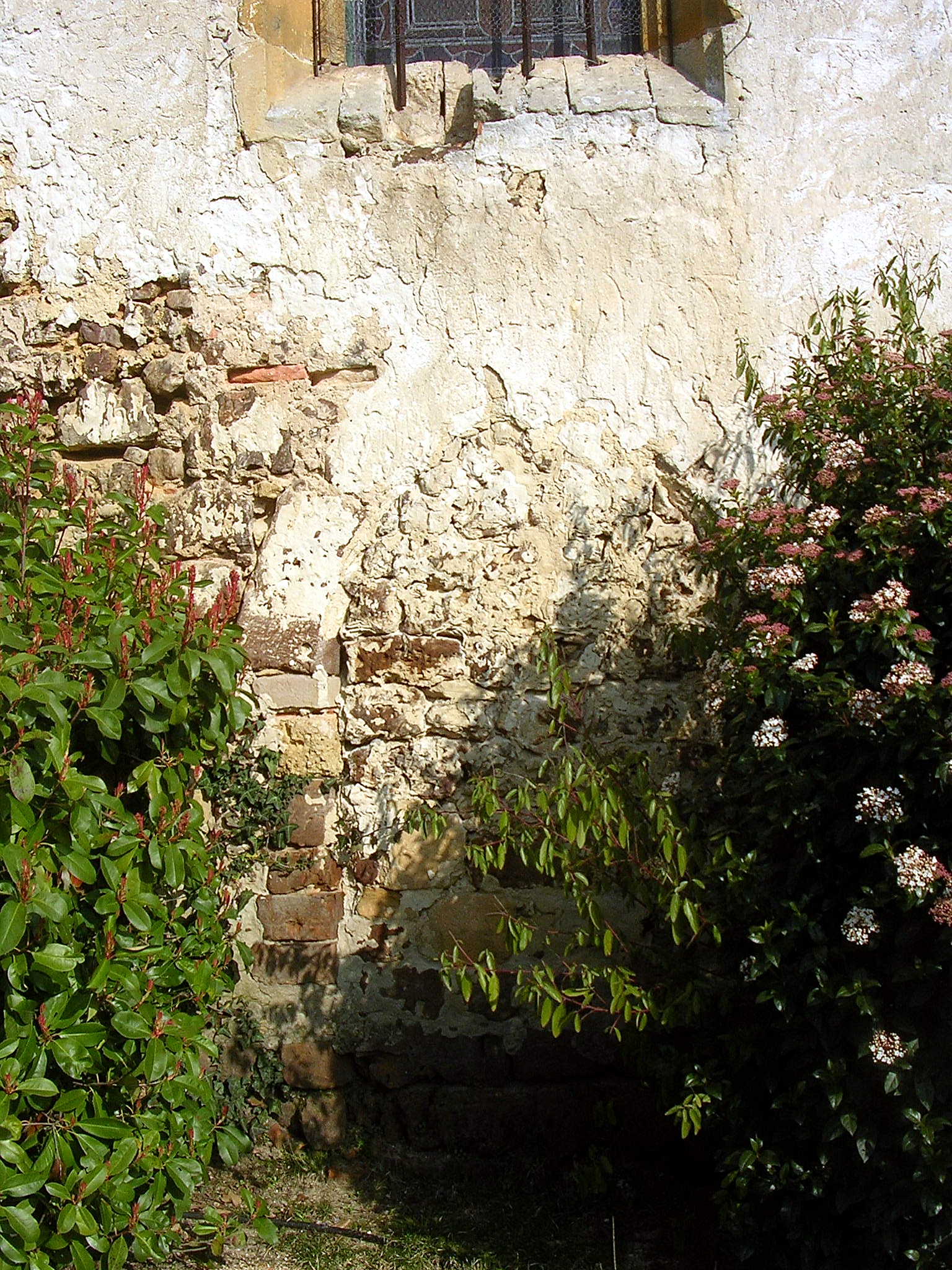
Porte des cagots, murée